# أندريس كريستايانسين
أندريس كريستايانسين (بالدنماركية: Anders Christiansen) (8 يونيو 1990 كوبنهاغن الدنمارك - ) هو لاعب كرة قدم دانمركي، يلعب كلاعب وسط.

## روابط خارجية
- أندريس كريستايانسين على موقع الاتحاد الأوربي (الإنجليزية)
- أندريس كريستايانسين على موقع اتحاد السويد (السويدية)
- أندريس كريستايانسين على موقع قاعدة بيانات كرة القدم.إي يو (الإنجليزية)
- أندريس كريستايانسين على موقع ناشيونال فوتبول تيمز (الإنجليزية)
- أندريس كريستايانسين على موقع Soccerway.com (الإنجليزية)
- أندريس كريستايانسين على موقع عالم كرة القدم.نت (الإنجليزية)
- أندريس كريستايانسين على موقع AS.com (الإسبانية)